# Улица Фридриха Энгельса (Москва)
Улица Фри́дриха Э́нгельса (до 1922 года Ири́нинская) — улица в Центральном административном округе Москвы. Начало: от Ладожской улицы (по чётной стороне) и Бауманской улицы (по нечётной стороне). Заканчивается на Большой Почтовой улице.

## Происхождение названия
Ранее называлась Ирининская улица по храму Святой великомученицы Ирины в Покровском. Переименована в 1922 году в честь Фридриха Энгельса (1820—1895) — немецкого философа-материалиста, одного из основоположников коммунистической доктрины.

## История
Расположена в центре исторического района Москвы — Немецкая слобода. Проходит рядом с тем местом, где в XVI—XVII веках находился Немецкий рынок (между современными улицами Ладожская и Фридриха Энгельса).

## Описание

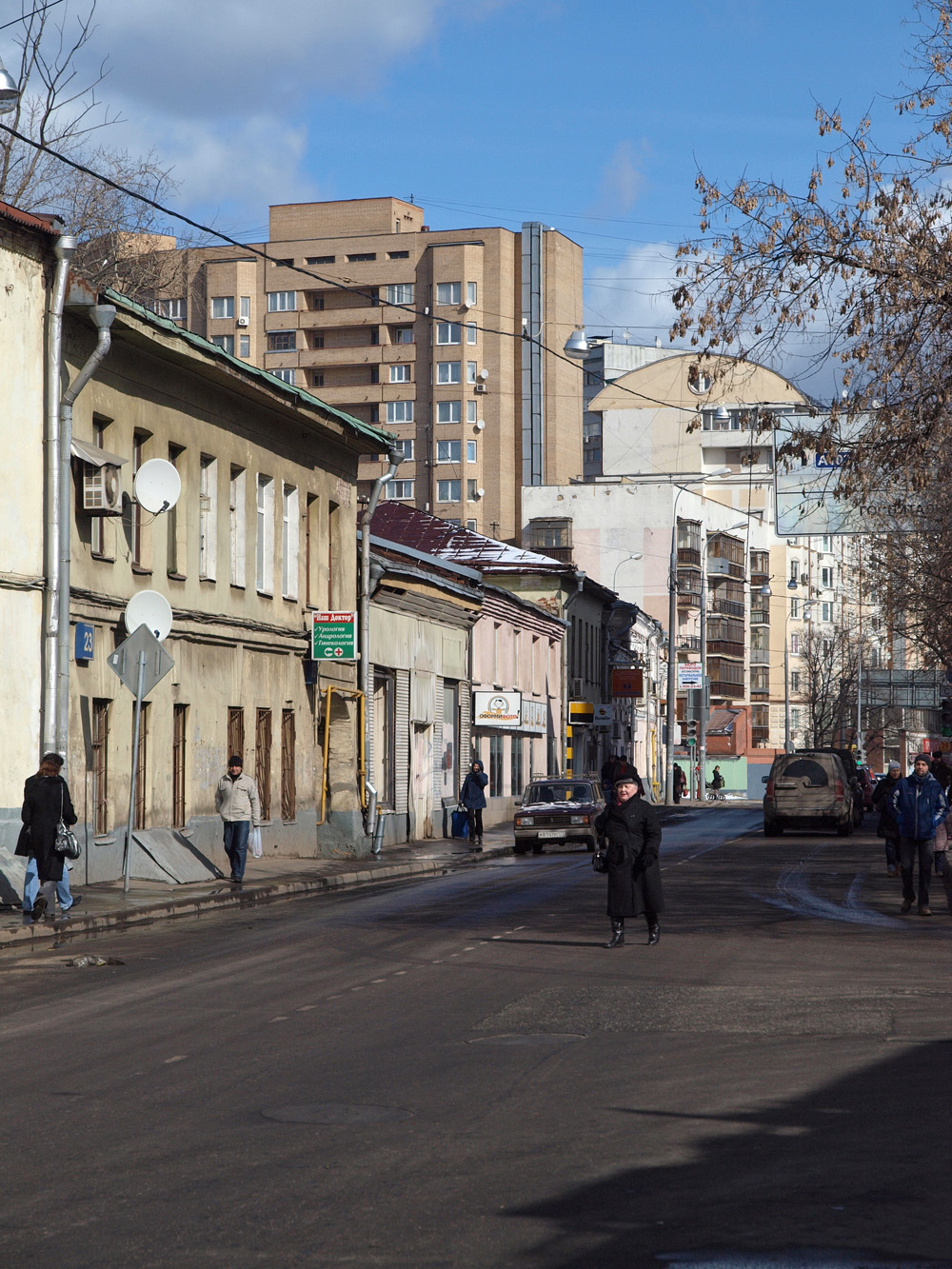
Улица Фридриха Энгельса.

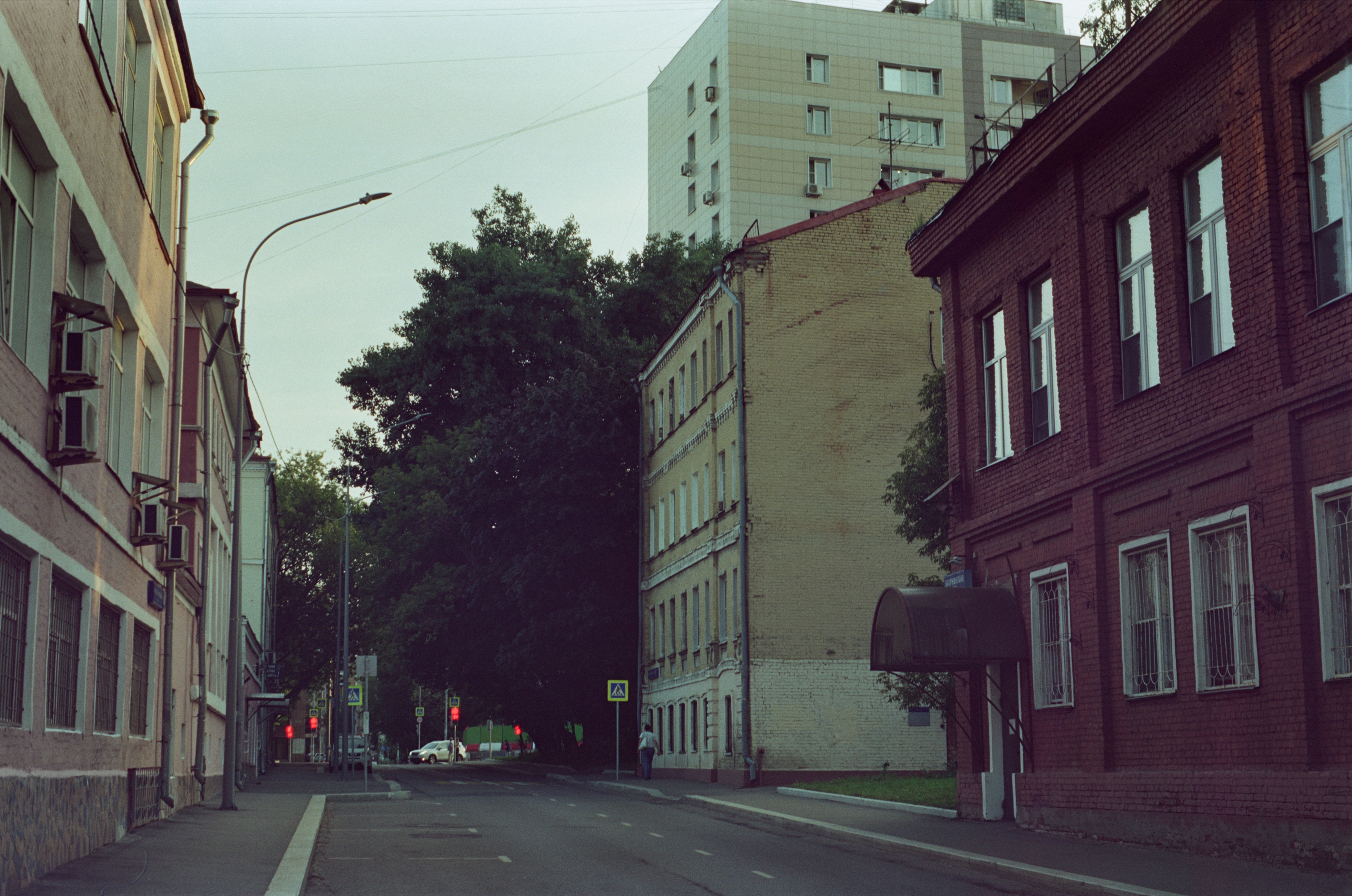
Восточная часть улицы Фридриха Энгельса

Начинается улица Фридриха Энгельса пересечением с улицей Бауманская. Затем она практически сливается с улицей Ладожская, образуя с ней единое целое. По нечётной стороне домов нумерация идёт по улице Фридриха Энгельса, по чётной — по улице Ладожская. Примерно через 100 метров улицы расходятся под острым углом. Далее улица Фридриха Энгельса пересекается с Волховским переулком, Третьим транспортным кольцом, Ирининскими переулками. В конце улица Фридриха Энгельса делает поворот под прямым углом направо и через 50 метров заканчивается пересечением с Большой Почтовой улицей.

## Примечательные здания и сооружения
по нечётной стороне:
- № 3-5, строение 2 — Жилой дом, 1770—1780-е гг.
- № 23 — Торговые ряды (бывший Немецкий рынок), 1810-е, 1860-е[1].

по чётной стороне:
- № 32 — Евангелическая богадельня (арх Ф. И. Роде).